# Palaeomolis mongolica
Palaeomolis mongolica är en fjärilsart som beskrevs av Alphéraky 1888. Palaeomolis mongolica ingår i släktet Palaeomolis och familjen björnspinnare. Inga underarter finns listade i Catalogue of Life.